# 3-Hydroxybutanal
3-Hydroxybutanal (auch Aldol oder Acetaldol) ist eine organisch-chemische Verbindung aus der Stoffgruppe der hydroxylierten Aldehyde, genauer der Aldole (auch β-Hydroxyaldehyde).

## Gewinnung und Darstellung
Großtechnisch hergestellt wird racemisches 3-Hydroxybutanal durch basenkatalysierte Aldoladditions-Reaktion von Acetaldehyd bei geringen Temperaturen von etwa 5 °C. Als Katalysator wird meist wässrige Natronlauge verwendet, es kann jedoch auch jede andere beliebige Base verwendet werden.
Die Reaktion kann nur bei niedrigen Temperaturen von 5 °C und weniger durchgeführt werden, da bei einer Temperaturerhöhung sofort Wasser abgespalten wird und das Aldolkondensationsprodukt gebildet wird. Die Ausbeute an 3-Hydroxybutanal beträgt zwischen 50 und 60 %. Die Aufarbeitung erfolgt mithilfe einer mehrstufigen Destillation.

## Eigenschaften

### Physikalische Eigenschaften
3-Hydroxybutanal hat eine Dichte von 1,11 g·cm−3 bei 20 °C und eine relative Gasdichte (Dichteverhältnis zu trockener Luft bei gleicher Temperatur und gleichem Druck) von 3,04. Es hat einen Dampfdruck von 0,1 hPa bei 20 °C, 10 hPa bei 50 °C und 15 hPa bei 65 °C.

### Chemische Eigenschaften
3-Hydroxybutanal ist vollständig mischbar mit Wasser und Ethanol. Bei Temperaturen oberhalb des Siedepunkts von 85 °C reagiert es unter Wasserabspaltung zu But-2-enal oder zerfällt in einer Retro-Aldoladdition wieder in Acetaldehyd. Aldol neigt zu exothermen Reaktionen und polymerisiert in Anwesenheit von Laugen, Säuren, Oxidationsmitteln oder Iod unter Hitzeentwicklung.

## Verwendung
3-Hydroxybutanal ist ein Zwischenprodukt der Chemischen Industrie. Es ist Vorstufe bei der Herstellung von Crotonaldehyd, Crotonsäure, Butan-1,3-diol und Polyester-Weichmachern.
Außerdem diente es als Schlaf- und Beruhigungsmittel.

## Sicherheitshinweise
Acetaldol wird als akut toxisch eingestuft. Bei Hautkontakt besteht bereits Lebensgefahr. Daneben verursacht es schwere Augenreizungen. Der Stoff neigt außerdem zu stark exothermen Reaktionen. Mit einer Zündtemperatur von 245 °C fällt er in die Temperaturklasse T3. Der Flammpunkt beträgt 83 °C. Für den Straßentransport gelten im Rahmen des Europäischen Übereinkommens über die internationale Beförderung gefährlicher Güter auf der Straße besondere ADR-Vorschriften. 3-Hydroxybutanal fällt in die ADR-Klasse 6.1 für giftige Stoffe und bekommt die UN-Nummer 2839, sowie die Gefahrnummer 60 zugeteilt. Die Bezeichnung für internationale Straßen- und Bahntransporte lautet „Aldol; 3-Hydroxybutyraldehyd (ADR)“.